# Frente Ampla (Brasil)
A Frente Ampla foi um grupo político criado a partir de 1966 reunindo o conservador Carlos Lacerda e seus antigos adversários de centro à esquerda Juscelino Kubitschek e João Goulart contra a ditadura militar brasileira.

## Criação
As conversas com Juscelino, exilado em Lisboa, foram mediadas por Renato Archer, deputado do MDB, anteriormente do PSD e as conversas com Goulart, por Doutel de Andrade, do MDB, antes do PTB.
Os militares da linha dura e dos conservadores ameaçaram retirar o apoio a Lacerda, caso ele continuasse os entendimentos com os dois inimigos do golpe. Ainda assim, em 28 de Outubro de 1966, a Frente Ampla foi lançada com um manifesto, assinado somente por Lacerda, publicado na Tribuna da Imprensa, seu ex-jornal. O manifesto pleiteava eleições diretas, reforma partidária, desenvolvimento econômico e adoção de política externa soberana. O manifesto teve boa aceitação no MDB.

### Declaração de Lisboa
No dia 19 de novembro de 1966, Lacerda e Juscelino emitiram a Declaração de Lisboa, onde afirmavam a intenção de trabalhar juntos numa frente ampla de oposição. Comprometeram-se com a orientação política do manifesto de 28 de outubro e conclamaram o povo a participar da formação de um grande partido popular. Lacerda passou então a buscar entendimentos com Goulart, com os setores mais à esquerda do MDB, chamados "corrente ideológica" e com o PCB ilegal. O PCB se dividiu em grupo favorável ao acordo, e outro grupo que acreditava que Lacerda seria o único beneficiado, já que Juscelino e Goulart estavam exilados.
Já em 1967, através dos ministros Magalhães Pinto e Hélio Beltrão, passaram a tentar convencer Lacerda a abandonar suas posições e colaborar com o governo. Com a recusa de Lacerda e suas críticas públicas ao governo, em agosto o ministro da Justiça Luís Antônio da Gama e Silva proibiu a presença dele na televisão.
Em 1 de setembro, se decidiu que a Frente Ampla seria dirigida somente por parlamentares e elementos ligados à Igreja e que seriam enviados emissários para mobilizar a opinião pública em torno dos ideais da frente ampla. No dia 2, porém, dos 133 parlamentares oposicionistas, 120 se recusaram a participar, por desconfiarem que a intenção de Lacerda era usar o movimento como base para sua candidatura à presidência.

### Nota conjunta
No dia 24 de setembro Lacerda viajou para o Uruguai e no dia 25 se encontrou e divulgou nota conjunta com Goulart defendendo a Frente Ampla. O encontro teve Renato Archer como representante de Juscelino. O acordo com Goulart irritou a "linha dura", que decidiu retirar o apoio a Lacerda. Também irritou Brizola, exilado no Uruguai, que emitiu nota condenando veementemente a atitude de João Goulart. Lacerda teria declarado: "Hoje está comprovado que Jango não é um homem do Partido Comunista nem eu dos Estados Unidos". O acordo também teve oposição da família de Getúlio Vargas.
A Frente começou a se aproximar do movimento estudantil e trabalhista, enfatizando a luta contra a política salarial. Promoveu comícios em Santo André, em dezembro, que se tornou a maior manifestação operária do Brasil até então, e em Maringá, em abril de 1968, reunindo mais de 15 mil pessoas, com apoio do movimento estudantil.

## Proibição
Em 5 de abril de 1968, a Frente Ampla foi definitivamente proscrita através da Portaria nº 177 do Ministério da Justiça. Posteriormente, depois da edição do Ato Institucional no. 5, Carlos Lacerda teve seus direitos políticos suspensos por 10 anos, em 31 de dezembro de 1968.